# Gerhard von Carnap-Bornheim
Gerhard von Carnap-Bornheim (* 23. Juli 1795 in Elberfeld; † 28. Juni 1865 in Botzdorf) war ein deutscher Rittergutsbesitzer und auftragsweise preußischer Landrat des Kreises Bonn aus dem Adelsgeschlecht Carnap.

## Leben
Gerhard von Carnap-Bornheim war der Sohn des Kaufmanns Johann Abraham Carnap (30. Januar 1760 in Elberfeld; † 7. Dezember 1800 ebenda) und dessen Ehefrau Anna Friederike Sibylla geborene Wülffing (* [1773] in Hagen; 26. Dezember 1856 auf Burg Bornheim).
Von Carnap-Bornheim trat im September 1813 in die königlich preußische Armee ein und wurde im Januar 1814 Sekondelieutnant bei der Jäger-Eskadron des bergischen Husaren-Regiment. Im März 1815 wurde er zum 5. Ulanen-Regiment versetzt und schied im April 1816 aus dem Militärdienst aus.
Er wurde 1825 zu Berlin nobilitiert und in den preußischen Freiherrenstand aufgenommen, mit preußischer Wappenmehrung zu Schloss Sanssouci im Herbst 1845.
Er lebte als Fideikommissherr von Alt-Laube und Rittergutsbesitzer (Herr auf Schloss Bornheim). 1837 wurde er Kreisdeputierter, zeitgleich Bürgermeister, bis 1861, und 1. Kreisdeputierter. Nach dem Tod von Eberhard von Hymmen war er von April bis Oktober 1854 auftragsweise Landrat des Kreises Bonn. Von 1833 bis 1860 war er Präsident des Landwirtschaftlichen Vereins für Rheinpreußen. Ab 1854 war er Mitglied ds ständischen Verwaltungsausschusses der Provinzialfeuerversicherung.
Von 1837 bis 1851 war er Abgeordneter im Provinziallandtag der Rheinprovinz im Stand der Ritterschaft der Regierungsbezirke Koblenz/Trier/Köln. 1852 bis 1854 war er verhindert und 1856 erneut Abgeordneter. 1847 gehörte er dem Ersten Vereinigten Landtag an. 1843 wurde er zum königlichen Kammerherrn ernannt. 1856 wurde er Rechtsritter des Johanniterordens. Er wurde mit dem Eisernen Kreuz und 1858 mit dem Roten Adlerorden 2. Klasse ausgezeichnet.

## Familie
Er war reformierter Konfession und heiratete am 9. Juni 1818 Albertine Friederike Emilie Bredt (* 26. Dezember 1799 in Barmen; † 21. Januar 1873 in Botzdorf), Tochter der Antoinette Rübel und des Friedrich Bredt, Fabrikant. Das Ehepaar hatte mehrere Kinder:
- Hellmuth * 1820; † 1880, Gutsbesitzer Burg Kriegshoven, Botzdorf b. Bonn, Kreisdeputierter, Bürgermeister, k.u.k sowie kgl. preuß. Leutnant
- Philipp * 1826; † 1879, Fideikommissherr Jahnsfelde, Kreis Landsberg (Warthe)